# Kedvessy György
Kedvessy György (Budapest, 1914. május 25. – Szeged, 2002. december 29.) magyar gyógyszerész, egyetemi tanár.

## Életpályája
Budapesten született elpolgáriasodott kisnemesi családban. Édesapja Kedvessy Kornél hivatalnok volt. Középiskolai tanulmányait a Ciszterci Rend budai Szent Imre Gimnáziumában végezte, 1932-ben érettségizett kitűnő eredménnyel. 1929-ben édesapja elvesztette állását, családja szűkös anyagi helyzetén azzal segített, hogy matematikából és latinból pénzért korrepetált másokat.  
Jogi pályára készült. Végül a Pázmány Péter Tudományegyetem gyógyszerész-szakára iratkozott be, vidéki gyógyszerész unokabátyja javaslatára, akinek teveli (Tolna-megye) gyógyszertárát tanulmányai után átvehette volna. Gyakornoki idejét (két év) Magyary-Kossa Gusztáv gyógyszertárában töltötte el (ma Szent Gellért Gyógyszertár: XI. kerület, Bartók Béla út 19.). 1934-ben tirocidális (gyakornoki) vizsgáit kitűnő eredménnyel végezte.1936-ban végzett gyógyszerészként summa cum laude minősítéssel. 
Pár hónapot a teveli Őrangyal Patikában dolgozott Steiner Miklós mellett, majd Mozsonyi Sándor (1889-1976) professzor meghívásának eleget téve díjtalan gyakornokká vált a Gyógyszerészeti Intézetben. Itt ösztöndíjasként ténykedett. (Than Károly – 100 pengő/év –, ill. Horthy Miklós-ösztöndíj – 600 pengő/év).  
Másfél év után havi 78 pengős fizetésben részesült (vö. "Havi 200 pengő fixszel ma az ember könnyen viccel...") havidíjas gyógyszerészként. (Emellett fizetéstelen tanársegéd.) Nyaranta és hétvégenként gyógyszertárakban vállalt helyettesítést.  
Doktori disszertációjának címe: „Adatok a negyedik magyar gyógyszerkönyv Extracta c. fejezetéhez, figyelemmel a hivatalos extractumok leghelyesebb előállítási és hatóanyag tartalmi meghatározási módjaira”. 1942-től fizetéstelen egyetemi adjunktus lett. A gyógyszerészhallgatók galenusi gyakorlatait vezette és disszertánsok munkáját felügyelte. Tagja annak a munkacsoportnak, mely a szemcseppek izohidriájával foglalkozik (Pandula Gyógyszerészet, 1959). Külföldi szaklapokban német, illetve angol nyelven publikált. Szűkös jövedelmét az intézet által külsős cégek részére készített minőségbiztosítási munkákkal egészítette ki. 1944-ben megkapta az egyetemi magántanári címet, politikai átvilágításon esett át, magántanári kollokviuma kutatási eredményeit „Galenusi készítmények ellenőrző vizsgálata" címen mutatta be. 1944 végétől kb. tízhónapos kényszer-kitelepítésen volt Németországban, amit naplójában pontosan dokumentált.  
Hazatérése után 1945 novemberében újra átvilágították, elbocsátották, ami ellen sikeresen fellebbezett. 1947-ben megírta legelső szak- ill. tankönyvét, a „Gyógyszervizsgálat"-ot, amelyben részletesen ismerteti az akkor igencsak modernnek számító analitikai eljárásokat (polarimetria, spektrumanalízis etc.) 
A '40-es, '50-es évek fordulóján rovatvezető az újonnan indult Gyógyszerész lapban, bekapcsolódott a gyógyszerész-továbbképzésbe, szakfelügyelők képzésébe. 1952-ben jelent meg Galenusi gyógyszerek tájékoztató gyorsvizsgálata című könyve. 1953-ban megkapja a kandidátusi minősítést. Munkásságát külföldön is elismerték. 1949 és '54 között részt vett az V. Magyar Gyógyszerkönyv szerkesztésében, amibe több általa kidolgozott vizsgálati módszer is bekerült. A FoNo II. szerkesztésében is rész vállalt. 
Már 1953-ban felajánlottak neki a docensi kinevezést a szegedi testvérintézetben, amit akkor még következetesen visszautasított. 1955-ben tagja lett az Acta Pharmaceutica Hungarica szerkesztő bizottságának. 
1959-ben vette át a két éve alakult önálló Gyógyszerész Kar Gyógyszerészeti Intézetének vezetését, aminek nevét javaslatára 1962-ben Gyógyszertechnológiai Intézetre cserélték. Itt az első év letelte után személycseréket eszközölt, fél évtized alatt kialakított egy igényeinek megfelelő oktatói-kutatói garnitúrát, amit három, majd későbbiekben négy kutatócsoportba szervezett. Az 1960-as évek elején a kar legfiatalabb professzoraként megbízást kapott a tudományos diákköri munka megszervezésére, amit következetesen véghez is vitt. A gyógyszertechnológia elméleti és gyakorlati tananyagot tartalmilag korszerűsítette, ennek kielégítésére írta meg az 1963-ban megjelent Gyógyszertechnológia című tankönyvét, amely még további négy kiadást élt meg. Ez a könyv egyfajta szemléletváltást hozott a gyógyszerészi gondolkozásban, az idáig uralkodó kémiaközpontú gondolkodás mellett meghonosította a reológiát, a fizikai kémia és a kolloidika számos elemét, pl. a gyógyszerformák felosztását diszperzitásuk alapján, a hatóanyag bomlásának kinetikáját, a szilárd anyagok gördülékenységét és préselhetőségét, a rektális gyógyszerformák viszkozitását stb.
1963-67 között a SZOTE egyedüli rektorhelyettese, az új gyógyszerkönyv szerkesztőbizottságának tagja, 1967-1979 között három cikluson át a kar dékánja volt. 1970-ben Pandula professzor halála után felajánlották neki a pesti tanszék vezetését, amit nem fogadott el. Regnálásának idejére esik az alig pár éve átadott és felújított Eötvös utcai épület újbóli renoválása (az épület statikailag meggyengült a bauxitbeton elöregedése miatt). A költözés nem kevés szervezési és adminisztratív feladatot rótt rá. 
Az 1970-es években érdeklődése a biofarmácia felé fordult. 1981-ben jelent meg Selmeczi Bélával közösen írt A tablettázás technológiája című könyve. Kutatási együttműködést kötött különböző hazai szakintézetekkel, vegy- és gyógyszeripari cégeknek végzett kutatásokat. A VII. Magyar Gyógyszerkönyv Gyógyszertechnológia Albizottságának elnökeként járult hozzá az utolsó, nem csak nevében magyar gyógyszerkönyv létrejöttéhez. Éveken át látta el a Csongrád-megyei MGYT elnöki posztját.
Számos külföldi és hazai díjban és elismerésben részesült, a teljesség igénye nélkül például első adományozottja volt a Hintz-emlékéremnek, a Kazay-emlékéremnek (1980), taggá választották a FIP-ben (1970), díszdoktori címet kapott a Halle-Wittenbergi Martin Luther Egyetemen (1977). 1981-ben a tudományok doktora akadémiai rangot kapta négy évtizeden átnyúló oktatói, kutatói tevékenysége elismeréseként. Kutatási-fejlesztési szerződéseinek száma meghaladta a 70-et, 1 elméleti, 5 gyakorlati jegyzet jelent meg intézetvezetői 25 éve alatt, 300-nál több tudományos közlemény és négy szabadalom fűződik a nevéhez. 
1984-ben nyugdíjba vonult. 2002. december 29-én hunyt el. 